# Gomponsom
Pour l’article homonyme, voir Gomponsom (département).
Gomponsom est une commune rurale et le chef-lieu du département de Gomponsom situé dans la province du Passoré de la région Nord au Burkina Faso.

## Géographie
Gomponsom se trouve à 10 km du centre de Yako, le chef-lieu de la province, et de la route nationale 2 reliant le centre au nord du pays.

## Santé et éducation
Gomponsom accueille un centre de santé et de promotion sociale (CSPS) tandis que le centre médical avec antenne chirurgicale (CMA) de la province se trouve à Yako.
Le village possède une école primaire publique (avec six classes) ainsi que le collège-lycée du département inauguré en 2006 et accueillant environ 1 000 élèves en 2015.